# I’m Every Woman (Chaka Khan-dal)
Az I’m Every Woman című dal Chaka Khan amerikai énekes első saját kislemeze, első, Chaka című 1978-ban megjelent szólóalbumáról. Ez volt Khan első nagy slágere, melyet nem a Rufus együttesével közösen készített. A dal producere Arif Mardin volt, és Nickolas Ashford és Valerie Simpson írta. A dal szereplése megalapozta Khan sikerét, aki a Masterjam című Rufus-album megjelenése után, 1979-ben otthagyta a zenekart.
A dalt 1989-ben remixelték, és megjelent Khan Life Is a Dance: The Remix Project című remixalbumán. A válogatás a 8. helyezett volt az Egyesült Királyságban. A dalt 1992-ben Whitney Houston is feldolgozta; e változatot David Cole és Robert Clivillés remixelte, producere Narada Michael Walden volt. Whitney Houston feldolgozása is nagy siker volt.

## Slágerlistás helyezések
A dal az amerikai Billboard Hot 100-as listán a 21. helyezett volt, a The Hot Soul Singles kislemezlistán az első helyig, míg a Billboard Dance Club Songs listáján a harmincadikig jutott. Az Egyesült Királyságban a 11. helyezett volt a dal.

## Slágerlista
| Slágerlista (1978)                    | Legjobb helyezések |
| ------------------------------------- | ------------------ |
| Egyesült Királyság (UK Singles Chart) | 11                 |
| US Billboard Hot 100                  | 21                 |
| US Dance Club Songs (Billboard)       | 30                 |
| US Hot R&B/Hip-Hop Songs (Billboard)  | 1                  |
| Slágerlista (1979)                    | Legjobb helyezések |
| Ausztrália (Kent Music Report)        | 37                 |
| Belgium (Ultratop 50 Flanders)        | 20                 |
| Írország (IRMA)                       | 16                 |
| Hollandia (Single Top 100)            | 15                 |
| Új-Zéland (Recorded Music NZ)         | 18                 |
| Slágerlista (1989)                    | Legjobb helyezés   |
| Belgium (Ultratop 50 Flanders)        | 20                 |
| Írország (IRMA)                       | 7                  |
| Hollandia (Single Top 100)            | 9                  |
| UK Singles (Official Charts Company)  | 8                  |

## Közreműködő előadók
- Chaka Khan - ének, háttérének
- Háttér-ének: Cissy Houston , Will Lee és Hamish Stuart
- Producer: Arif Mardin